# Neoitamus socius
Neoitamus socius là một loài ruồi trong họ Asilidae. Neoitamus socius được Loew miêu tả năm 1871. Loài này phân bố ở vùng Cổ Bắc giới.

## Hình ảnh

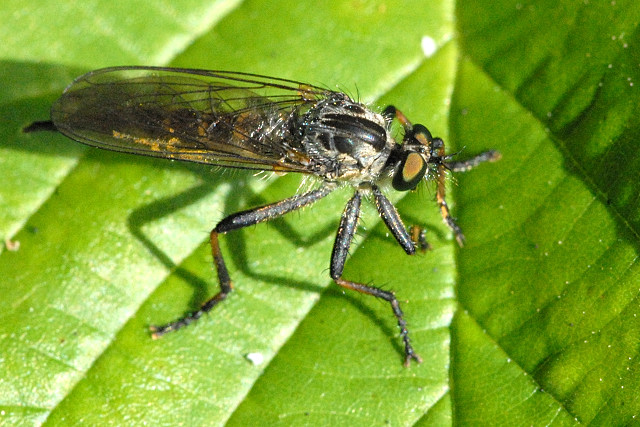
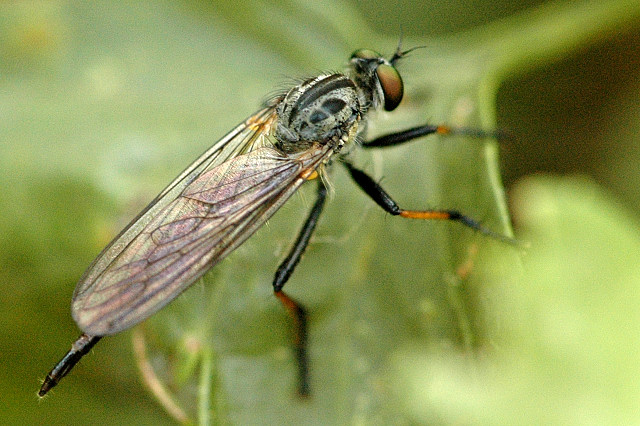
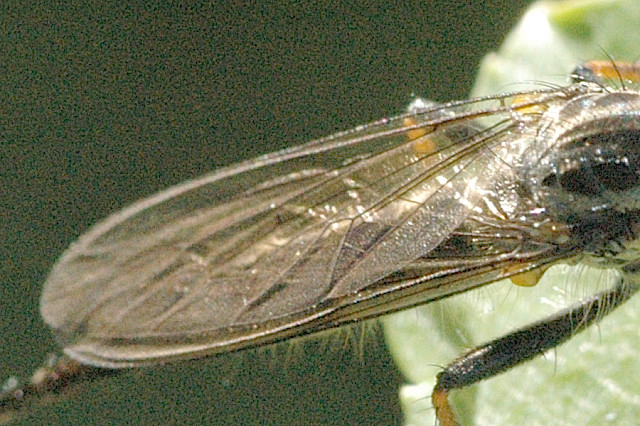